# Liste beweglicher Denkmäler in Münster
Die Denkmalliste der Stadt Münster umfasst auch ein paar bewegliche Denkmäler.
| Bild | Bezeichnung      | Lage                 | Beschreibung          | Bauzeit   | Eingetragen seit | Denkmal- nummer |
| ---- | ---------------- | -------------------- | --------------------- | --------- | ---------------- | --------------- |
| BW   | Motordraisine    | Hafenstraße 69 Karte | Baujahr 1953 und 1956 | 1953/1956 |                  |                 |
| BW   | Diesellokomotive | Hafenstraße 69 Karte | Baujahr 1937          | 1937      |                  |                 |
| BW   | Reisezugwagen    | Hafenstraße 69 Karte | Baujahr 1937          | 1937      |                  |                 |
| BW   | Reisezugwagen    | Hafenstraße 69 Karte | Baujahr 1928          | 1928      |                  |                 |